# Летище Русе
Летище Русе (на английски: Ruse Airport) е гражданско летище за вътрешен и международен транспорт. Разположено е на 20 km от гр. Русе в близост до с. Щръклево. Намира се на 177 km от третото най-натоварено летище в България – Летище Варна и на 116 km от Летище Горна Оряховица.
Летище Русе инфраструктурно е с възможност да обслужва товарни самолети, бизнес самолети и хеликоптери, граждански полети, селскостопански летателни средства, противопожарни самолети и др.
От 22 февруари 2024, Летище Русе има удостоверение за експлотационна годност, издадено от Главна Дирекция „Гражданска Въздухоплавателна Администрация“. Според това удостоверение, летището е класифицирано като такова за обслужване на авиация с общо предназначение срещу заплащане или без заплащане, както и за технологични нужди на собственика без заплащане.

## Технически данни
- Надм. височина: 175 m
- Дължина на пистата: 2500 m
- Ширина на пистата: 50 m

## История
Летище Щръклево (Летище Русе) е построено през 1967 г. като военно – собственост на Министерство на отбраната. След построяването на пътническия терминал от летището са извършвани по три вътрешни граждански полета дневно от и до София. За кратък период през лятото ежедневно са осъществявани полети от Силистра през Търговище до Бургас. Също така са се осъществявали международни полети до Германия, но за кратко.
През периода 1972 – 1976 г. е построена новата сграда на летище Русе с главен проектант арх. Йордан Бояджиев. Инвеститор е БГА „Балкан“, а изпълнител е „Трансстрой“ – Русе.
Гражданските полети са прекратени през 1991 г., а през 2000 г. и военните полети. Летището е служило като база на Военновъздушното училище в Долна Митрополия. След прекратяване на полетите на ВВС, в казармите е имало новобрански център за някои родове войски.
През 2005 г. собствеността му е прехвърлена от Министерство на отбраната на Министерство на транспорта, а с решение на Министерски съвет от 22 декември 2006 г. летището придобива международен статут. Летище Русе разполага с 2000 декара прилежаща земя. Пистата на летището е дълга 2500 метра.
Местоположението на летището е стратегическо за гр. Русе с възможност за комбиниране на железопътен, сухопътен, воден и въздушен превоз на товари. Няколко пъти е обявявано за отдаване на концесия, без никакъв интерес от инвеститори. От февруари 2015 г. летището е собственост на община Русе.
През пролетта на 2021 г. авиокомпания GullivAir анонсира решението си за възобновяване на редовната въздушна линия Русе – София. Има идея полетите да се изпълняват със съвременни самолети ATR 72 – 600 с капацитет 70 пътнически места, но в последствие компанията се отказва от този план.
През янаури 2023 летището е отдадено на концесия безвъзмездно от Община Русе на сдружението „Еърпорт Русе“ ООД, чиито собственик са компаниите „Щраплан“ на Антони Търницов и „Стройпроект“ на Христо Крушарски. Към момента, на Летище Русе са ситуирани три самолета за борба с градушките, но то редовно приема малки самолети за вътрешни полети.
Летище Русе има изградена ЛЕД система за осветяване на пистата, която позволява излитане и кацане при намалена видимост.